# شهرستان دنت (میزوری)
شهرستان دنت، میزوری (به انگلیسی: Dent County, Missouri) یک سکونتگاه مسکونی در ایالات متحده آمریکا است که در میزوری واقع شده‌است.